# 古格勒斯格拉本河
49°46′15″N 9°54′05″E / 49.770906°N 9.901310°E
古格勒斯格拉本河是德國的河流，位於該國東南部，由巴伐利亞負責管轄，屬於施泰因巴赫河的左支流，河道全長0.9公里，流域面積0.8平方公里。